# Halina Zalewska

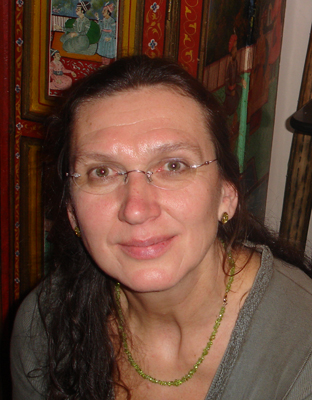
Halina Zalewska

Halina Zalewska (Radzyń Podlaski, 1956) is een Pools-Nederlandse beeldend kunstenaar. 
Halina Zalewska, geboren in Polen, start op veertienjarige leeftijd de kunstopleiding aan het Liceum Sztuk Plastycznych in Jarosław. Vanaf haar negentiende studeert ze beeldhouwen  aan de Akademia Sztuk Pięknych in Warschau waar ze cum laude afstudeert. Tijdens de studie leert ze de Nederlander Hans Laban kennen en ze trouwt in 1981 met hem in Nederland. Hier gaat ze verder in haar studierichting, dit aan de Rijksacademie te Amsterdam. Sinds 2002 is ze freelance docent aan de Akademie voor Kunst en Vormgeving St. Joost in Breda en in 's-Hertogenbosch. Ook is ze sinds 2003 betrokken bij internationale projecten van Rotary Club Utrecht International (‘Sharing a cross cultural experience’).
Haar werken, van tekeningen en objecten tot schilderijen, worden regelmatig tentoongesteld in het hele land. Ook is haar werk opgenomen in diverse privécollecties in binnen- en buitenland, zoals dat van de provincie Utrecht alsook de gemeente en stad Utrecht en het Centraal Museum.